# Анабиоз: Сон разума
«Анабиоз: Сон разума» (на Западе выходила под названиями Cryostasis и Cryostasis: Sleep of Reason) — компьютерная игра в жанре психологического хоррора, разработанная украинской компанией Action Forms только для Windows. Игра издана компанией 1С 5 декабря 2008 года (на западе — в 4 квартале компанией 505 Games). Сюжет игры ссылается на легенду о Данко.

## Сюжет

Игрок идет по замёрзшим помещениям корабля

1981 год. Северный полярный круг. Безжизненные ледяные просторы. Последний обитатель дрейфующей станции «Полюс-21» — метеоролог Александр Нестеров — покидает её после получения срочной телеграммы с Большой земли. В назначенном месте и в назначенное время его должен забрать корабль.
Но вместо спасительного судна его встречает настоящий кошмар: он оказывается на борту корабля-призрака — ледокола «Северный ветер», потерпевшего крушение много лет назад и навеки застрявшего во льдах. В этом мёртвом пространстве, пропитанном холодом, страхом и одиночеством, остановилось время. Всё живое, что когда-то существовало на корабле, кануло в забвение.
Блуждая по бесконечным коридорам, пустым каютам и зловещим трюмам, Александр сталкивается с пугающими тайнами погибшего экипажа. Он должен разгадать драматическую историю капитана и его команды, преодолеть соблазн бездействия и отчаяния и найти способ выбраться.

## Отзывы критиков
| Сводный рейтинг       | Сводный рейтинг |
| Агрегатор             | Оценка          |
| --------------------- | --------------- |
| GameRankings          | 68,65 %         |
| Metacritic            | 69/100          |
| Иноязычные издания    |                 |
| Издание               | Оценка          |
| Eurogamer             | 6/10            |
| G4                    | 4/5             |
| GameRevolution        | B+              |
| GameSpot              | 8/10            |
| Hardcore Gamer        | 3/5             |
| Русскоязычные издания |                 |
| Издание               | Оценка          |
| «Игромания»           | 7/10            |

Рецензент сайта Absolute Games оценил игру в 74 % со статусом «неплохо». В заключение он отметил: «В любом случае, студию Action Forms можно поздравить с успехом — она первой преодолела древнее проклятие „шутера из СНГ“, не согнулась пополам под весом амбиций и осуществила задуманное. Да ещё и с душой».
Обозреватель игрового ресурса PlayGround.ru положительно оценил атмосферу игры, дизайн уровней и инновационность.

### Награды
- КРИ 2006: приз в номинации «Лучшая технология»[11].
- КРИ 2007: приз в номинации «Лучшая игровая графика»[12].

31 декабря 2008 года на сайте PlayGround.ru прошла ежегодная церемония «Итоги 2008 года», в которой редакция и зарегистрированные пользователи сайта выбирали лучшие игры по жанрам и другим особенностям. Редакцией сайта игре «Анабиоз: Сон разума» была присуждена награда «Лучшая игра в жанре Survival horror».